# Petr Poustevník
Petr Poustevník (francouzsky Pierre l'Ermite) či též Petr z Amiens (Pierre d’Amiens) (kolem 1050, Amiens – 8. července 1115, Neufmoutier u Huy) byl francouzský mnich a lidový kazatel. Byl jednou z klíčových postav lidové a následně první křížové výpravy.
Petr se narodil ve francouzském městě Amiens. V mládí býval vojákem a později mnichem. Z kláštera později odpadl a stal se poustevníkem, živícím se žebráním. Odmítal jíst maso a proto jeho stravu tvořily jen ryby a víno. Podle Anny Komnenovny se někdy před rokem 1096 pokusil vykonat pouť do Jeruzaléma, ale cestou byl zatčen seldžuckými Turky, mučen a později vyhoštěn zpět do Evropy. Od té doby Petr Poustevník Turky fanaticky nenáviděl.

## Lidová křížová výprava
Roku 1095 vyhlásil papež Urban II. první křížovou výpravu. Ačkoliv byla jeho výzva k tažení proti muslimům na Východ určena především tehdejší šlechtě, přišla bouřlivá reakce ze strany prostých lidí a chudiny. Nespočet lidových kazatelů šířilo náboženské nadšení a myšlenku křížové výpravy. Davy lidí takové kazatele následovaly a Petr Poustevník byl nejúspěšnějším z nich. Kázal především v severní Francii. V té době byl již mužem středního věku, nevábného vzhledu a nemytým mnoho let. Po Kristově vzoru jezdil na oslu od města k městu a kam přišel, pomáhal řešit spory a pomáhal nemocným, za což byl lidmi milován. Zároveň lidi nabádal, aby zanechali všeho a táhli do „svaté války“ osvobodit Jeruzalém a dokonce prohlašoval, že to byl on sám, kdo Urbana II. přesvědčil vyhlásit křížovou výpravu, ačkoliv ve skutečnosti pravděpodobně žádného papeže nikdy neviděl. Byl velmi přesvědčivým řečníkem, pokládaný svými přívrženci za světce. Na jaře roku 1096 shromáždil na 15 000 lidí z Francie, kteří jej následovali na tažení do Svaté země. Spolu s neozbrojenými poutníky, kteří tvořili naprostou většinu křižáků, se k výpravě připojilo i několik zchudlých rytířů v čele s Gautierem Sans-Avoir.

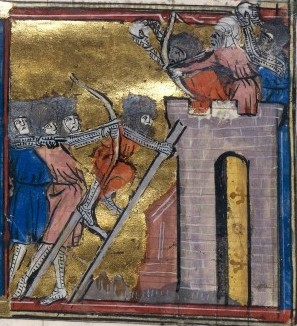
Útok na město Niš (středověká iluminace)

O Velikonocích se Petrova výprava zastavila v Kolíně nad Rýnem, ale protože poutníci byli nedočkaví, navíc Kolín nebyl schopen uživit najednou takový počet příchozích poutníků, oddělila se menší část poutníků pod velením netrpělivého a zbrklého Gautiera Sans-Avoir a vydala se na Východ na vlastní pěst. Petr Poustevník, který byl trpělivější než Gautier, si také uvědomoval, že taková výprava bude potřebovat dobré finanční krytí. Nějakým způsobem se mu proto podařilo přinutit francouzské Židy, aby mu dali dopisy pro Židy v německých zemích, v nichž byli němečtí Židé žádáni, aby výpravu podporovali.
V německých oblastech se k Petrově výpravě přidaly další tisíce poutníků, takže nakonec skupinu tvořilo 20 000–30 000 lidí. Petr Poustevník vytáhl v závěsu za Gautierem. Petrovi poutníci však na rozdíl od Gautierových postrádali kázeň a po cestě drancovali a zabíjeli. Protáhli Uhrami až na byzantsko-uherské hranice. Protože byl Petrův houf také větší než Gautierův, trvala poutníkům cesta až sem dva měsíce, tedy dvakrát déle než Gautierovi. Křižáci vyplenili pohraniční město Semlina a vzápětí urychleně přešli na byzantskou stranu v obavě před reakcí uherského krále Kolomana.
I na byzantském území docházelo ke srážkám mezi poutníky a byzantskými žoldnéři z kmene Pečeněhů. Křižáci zaútočili na Bělehrad, který vyplenili. O týden později přitáhli na Niš, kde se bělehradský místodržící, který z Bělehradu uprchl, s Petrem Poustevníkem dohodl, že se křižáci dalších násilností zdrží. Zadní voj křižáků ale pod nišskou pevností zapálil několik mlýnů.